# براد کوپر
براد کوپر (انگلیسی: Brad Cooper؛ زادهٔ ۱۹ ژوئیهٔ ۱۹۵۴) یک شناگر اهل استرالیا است.
وی در مسابقات کشوری و بین‌المللی در مجموع برندهٔ ۲ مدال طلا، ۳ مدال نقره، ۲ مدال برنز شده‌است.